# Serin
Serin, abgekürzt Ser oder S, ist in der L-Konfiguration [(S)-Konfiguration] eine proteinogene, nicht-essentielle α-Aminosäure. Es ist benannt nach der Isolierung aus Seidenprotein, von lateinisch sericum "Seide".

## Isomere
Serin besitzt ein stereogenes Zentrum und hat damit zwei Enantiomere, die D-Aminosäure D-Serin [Synonym: (R)-Serin] und ihr Spiegelbild, das „natürliche“ L-Serin. Das Racemat DL-Serin [Synonym: (RS)-Serin] besteht zu gleichen Teilen aus L-Serin und D-Serin. Wenn in der wissenschaftlichen Literatur Serin ohne jeden weiteren Zusatz (Präfix) genannt wird, ist fast immer L-Serin gemeint.
| Isomere von Serin |                       |                |
| Name              | L-Serin               | D-Serin        |
| Andere Namen      | (S)-Serin             | (R)-Serin      |
| Strukturformel    | L-Serin               | D-Serin        |
| CAS-Nummer        | 56-45-1               | 312-84-5       |
| CAS-Nummer        | 302-84-1 (unspez.)    |                |
| EG-Nummer         | 200-274-3             | 206-229-4      |
| EG-Nummer         | 206-130-6 (unspez.)   |                |
| ECHA-Infocard     | 100.000.250           | 100.005.665    |
| ECHA-Infocard     | 100.005.574 (unspez.) |                |
| PubChem           | 5951                  | 71077          |
| PubChem           | 617 (unspez.)         |                |
| DrugBank          | DB00133               | DB03929        |
| DrugBank          | – (unspez.)           |                |
| FL-Nummer         | 302-84-1 (D,L)        | 302-84-1 (D,L) |
| Wikidata          | Q183290               | Q27077119      |
| Wikidata          | Q26997410 (unspez.)   |                |

L-Serin racemisiert (partiell) leichter als andere proteinogene L-Aminosäuren. Deshalb enthalten viele L-Serin-Präparate geringe Mengen (0,5 bis 3 %) D-Serin.

## Vorkommen

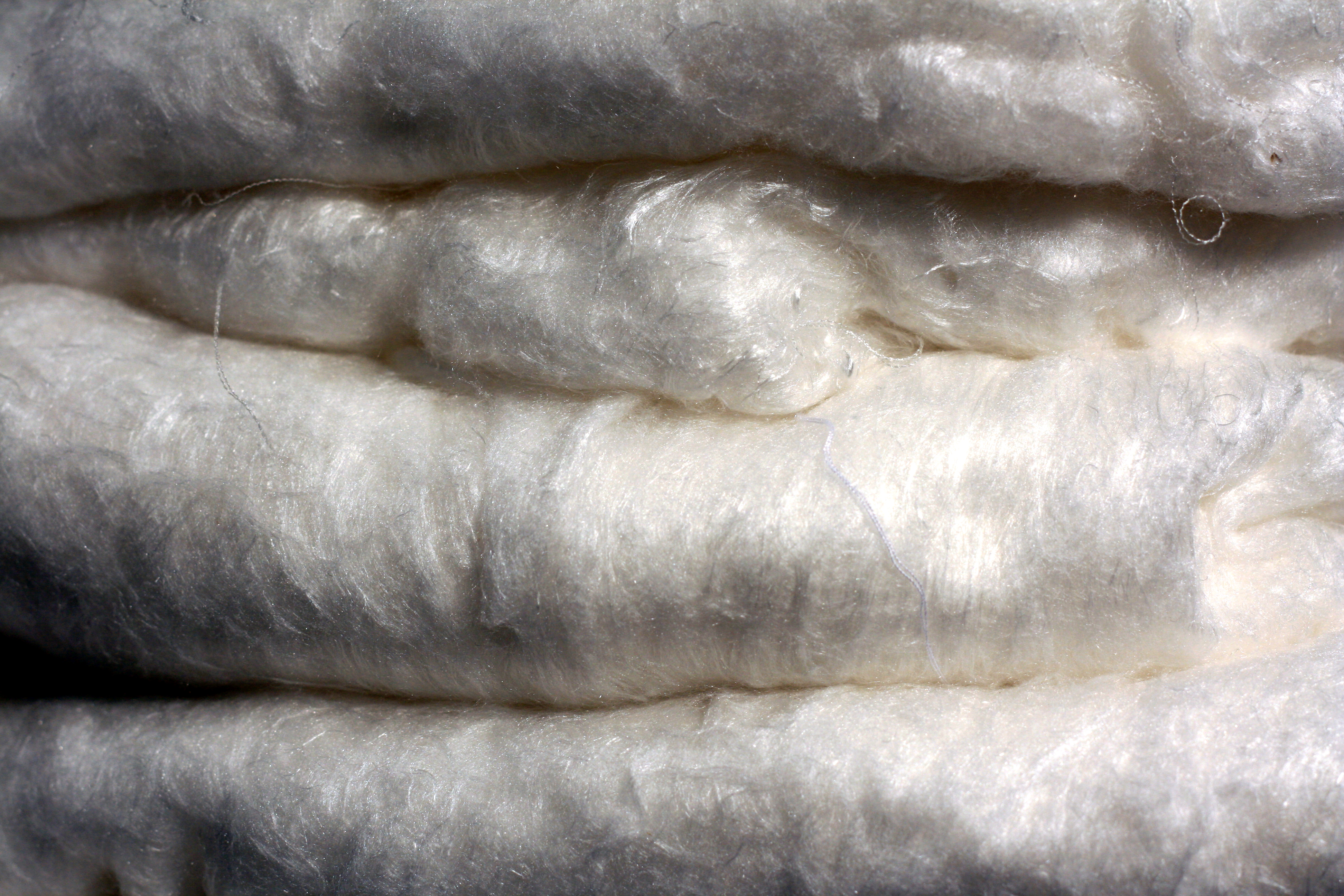
Naturseide enthält L-Serin

Serin wurde erstmals 1865 von Emil Cramer aus Seidenprotein isoliert. Genauer aus dem Seidenbast, auch Sericin genannt, der leimartig in der Rohseide die Fibroinfäden verklebt und beim Entbasten entfernt wird. Dieser umhüllende Bast des seidenen Fadens, den die Larve des Seidenspinners (Bombyx mori) zum Kokon spinnt, besteht zu einem Drittel aus Serin. 
Als proteinogene Aminosäure ist L-Serin ein Baustein zahlreicher verschiedener Proteine. So macht es beispielsweise in Kollagenen, den häufigsten Faserproteinen der extrazellulären Matrix im Gewebe von Säugetieren und Fischen, ungefähr ein Zwanzigstel aus. Eine besondere Rolle spielt die Seitenkette eines Serins im aktiven Zentrum bestimmter enzymatisch wirksamer Proteine, der Serinproteasen. Hierzu gehören nicht nur Verdauungsenzyme wie die Trypsine und Chymotrypsine, sondern auch das für die Blutgerinnung wichtige Thrombin ebenso wie das Plasmin, das Fibrin spaltet. Auch die im zentralen und peripheren Nervensystem wirkende Acetylcholinesterase – zerlegt den Neurotransmitter Acetylcholin – enthält einen Serinrest in der katalytischen Triade ihres aktiven Zentrums.
Daneben ist Serin eine wesentliche Komponente von Phosphatidylserinen, einer Gruppe der Phosphoglyzeride in der Lipiddoppelschicht der Zellmembran.
Das Enantiomer D-Serin ist eine beim Menschen natürlich vorkommende D-Aminosäure und wird mithilfe einer Racemase aus L-Serin gebildet. Das D-Serin stellt einen Signalstoff von Nervenzellen dar und wirkt neuromodulatorisch als Ligand am NMDA-Rezeptor durch Bindung an Stelle von Glycin, stärker als dieses.

## Eigenschaften
Serin liegt bei neutralem pH-Wert überwiegend als Zwitterion vor, dessen Bildung dadurch zu erklären ist, dass das Proton der Carboxygruppe an das Elektronenpaar des Stickstoffatoms der Aminogruppe wandert:

Zwitterionen von L-Serin (links) bzw. D-Serin (rechts)

Im elektrischen Feld wandert das Zwitterion nicht, da es als Ganzes ungeladen ist. Genaugenommen ist dies am isoelektrischen Punkt (bei einem bestimmten pH-Wert) der Fall, bei dem das Serin auch seine geringste Löslichkeit in Wasser hat. Der isoelektrische Punkt von Serin liegt bei 5,68.
Genauso wie alle Aminosäuren mit einer (hydrophilen) OH-Gruppe (Hydroxygruppe) kann Serin phosphoryliert werden und spielt somit bei der Aktivierung bzw. Inaktivierung von Enzymen eine wichtige Rolle. Außerdem befindet sie sich häufig im aktiven Zentrum von Enzymen und spielt daher für die Biokatalyse eine wichtige Rolle: Beispiele dafür sind die Serinproteinasen und ihre Inhibitoren, die Serpine (Serinproteinasen-Inhibitoren).

## Biosynthese und Abbau
Für Biosynthese und Abbau inklusive Strukturformeln siehe Abschnitt Weblinks.
Durch Oxidation und folgende Transaminierung ausgehend von 3-Phosphoglycerat wird Serin synthetisiert. Im Körper wird Serin zu Glycin abgebaut, es kann jedoch auch in einer PALP-abhängigen, eliminierenden Desaminierung durch die Serin-Dehydratase zu Pyruvat umgewandelt werden.

## Technische Herstellung
Industriell wird L-Serin durch Fermentation hergestellt, in einer geschätzten Menge von 100–1000 Tonnen pro Jahr. Alternativ können keratinhaltige Proteine mit Salzsäure hydrolysiert und mit Ammoniak neutralisiert werden. Das so erhaltene Gemisch von ca. 20 proteinogenen Aminosäuren (eine davon ist das L-Serin) wird aufgrund unterschiedlicher Löslichkeiten und mittels Ionenaustauscherchromatographie getrennt. Die einzelnen Fraktionen werden durch Umkristallisation gereinigt.

## D-Serin
In Gliazellen und Neuronen wird D-Serin durch das Enzym Serin-Racemase gebildet. An NMDA-Rezeptoren fungiert D-Serin als endogener Co-Agonist, es bindet an der NR1-Untereinheit und erhöht die Affinität von Glutamat an diesem Rezeptor. Es gibt Hinweise darauf, dass ein physiologischer Mangel an D-Serin eine Rolle im Depressionsgeschehen spielen könnte.
In einigen Pflanzen ist die Serin-Racemase in Stempel und Samenanlagen nachgewiesen und spielt dort eine Rolle in der Navigation des einwachsenden Pollenschlauchs. L-Serin wird dabei zu D-Serin umkonfiguriert und vom Pollenschlauch erkannt. GLR-Gene (Glutamate receptor-like genes) bilden im Pollenschlauch Ca2+-Kanäle, die durch D-Serin aktiviert werden, dadurch entsteht ein oszillierendes Ca2+-Signal in der Pollenschlauchspitze, das das Wachstum fördert und richtet. Pollenschläuche, in denen dieser Signalweg gestört wurde, zeigen deformiertes Wachstum, verzweigen sich und sind weniger fertil.
Dieser pflanzliche Signalmechanismus ist insofern interessant, als die Aminosäure-vermittelte Kommunikation bislang eher mit dem zentralen Nervensystem der höheren Tiere in Zusammenhang gebracht wurde.